# مهرجان غامبيا السينمائي الدولي
مهرجان غامبيا السينمائي الدولي (بالإنجليزية: Cinekambiya International Film Festival)‏ هو مهرجان سينمائي سنوي يقام في غامبيا. أسس المهرجان الأمير بوبكر أميناتا سانكانو في عام 2015، ومنذ ذلك الحين أُقيمت ثلاث نسخ. بدعم من المنظمة الثقافية الألمانية (FilmInitiativ Köln).

## تاريخ
تأسس المهرجان عام 2015 كمهرجان للأفلام التي تم إنتاجها بلغات السكان الأصليين والتي لا يتم اعتبارها دائمًا في المهرجانات السائدة في الغرب. نظرًا لأن العديد من صانعي الأفلام الأفارقة لا يستطيعون زيارة المهرجانات في قارات أخرى، فقد تم خلق المهرجات لتوفير بديل لهم لعرض أعمالهم على الجماهير المحلية والدولية. المهرجان من تنظيم (Sanxaarià، شركة إنتاج الأمير بوبكر أميناتا سانكانو.
أقيمت النسخة الأولى من المهرجان من 26 ديسمبر 2015 إلى 3 يناير 2016. وقد كانت برعاية نائبة رئيس غامبيا إساتو توراي، وكان موضوعها «السينما الأفريقية وتقييم النوع الاجتماعي». تم عقدها في مركز تطوير الأيدي العالمية، ماندوار، منطقة الساحل الغربي. بعد هذا الإصدار، تعهدت منظمة (FilmInitiativ Köln)، وهي منظمة ثقافية ألمانية تركز على السينما الأفريقية، بتقديم دعمها للدورات المستقبلية للمهرجان.
كان موضوع النسخة الثانية من المهرجان «عامل الشباب»، وكان أيضًا المهرجان الافتتاحي لجوائز الشاشة الأفريقية (PASA). تم عقدها في الفترة من 20 مايو 2016 إلى 26 مايو 2016. النسخة الثالثة من المهرجان كان موضوعها «السينما والحق في الحقيقة في العدالة الانتقالية» وعقدت في 25 ديسمبر 2017 إلى 30 ديسمبر 2017. في النسخة الثالثة تم عرض أكثر من 20 فيلما غامبيا خلال المهرجان، فضلا عن إنتاجات من توغو وألمانيا والعراق.

### طبعات
| النسخة  | تاريخ                           | موضوع                                          | ملاحظات                           |
| ------- | ------------------------------- | ---------------------------------------------- | --------------------------------- |
| الأولى  | 26 ديسمبر 2015 - 3 يناير 2016   | السينما الأفريقية والتقييم الجنساني            | إساتو توراي كرئيسة                |
| الثانية | 20 مايو 2016 - 26 مايو 2016     | عامل الشباب                                    |                                   |
| الثالثة | 25 ديسمبر 2017 - 30 ديسمبر 2017 | السينما والحق في الحقيقة في العدالة الانتقالية | العرض الأول لفيلم Bleeding Blade. |

## جوائز الشاشة الأفريقية
تأسست جوائز الشاشة الأفريقية (PASA) في عام 2008 من قبل سانكانو، وأقيم الحفل لأول مرة خلال مهرجان (Out of Africa) السينمائي في ألمانيا عام 2008. فاز المخرج النيجيري المقيم في فرنسا نيوتن أدواكا بالجائزة الرئيسية عن فيلمه «عزرا» عام 2007 عن الحرب الأهلية في سيراليون. في عام 2016، تم إرفاق الجوائز بمهرجان غامبيا السينمائي الدولي نتيجة مشاركة سانكانو في كليهما. في عام 2016، كان لدى جوائز الشاشة الأفريقية 17 فئة. كانوا على النحو التالي:
- أفضل ممثل
- أفضل ممثلة
- أفضل ممثل كوميدي ومسرح وشاشة
- أفضل مخرج
- أفضل مصور سينمائي
- أفضل كاتب سيناريو / كاتب مسرحي
- أفضل فيلم روائي طويل
- أفضل فيلم وثائقي
- أفضل مجموعة إبداعية
- أفضل خدمات الإنتاج / ما بعد الإنتاج
- أفضل راع مؤسسي للفنون
- أفضل راعي الفنون
- أفضل وسيلة للفنون والثقافة والترفيه
- أفضل مراسل / كاتب في الفنون والثقافة والترفيه
- أفضل محتوى تلفزيوني
- أفضل عمل إنساني لمشاهير
- جائزة الإنجاز مدى الحياة